# Каланчакский лиман
Каланчакский лиман или Каланчакский залив — залив Чёрного моря на территории Скадовского района (Херсонская область, Украина). 
Лиман входит в состав водно-болотных угодий международного значения.

## География
Лиман образовался вследствие затопления морскими водами расширенного устья реки Каланчак. Углубляется в сушу почти на 12 км. Ширина наибольшая — 5 км — между мысом Кумбатин и полуостровом Карадай, в верховье лимана ширина — 0,1–0,2 км. Глубина до 10 м, у побережья 0,2-0,4 м. Солёность (на границе с Каржинским заливом) 13–15 ‰. В 1970-е годы лиман перегорожен двумя плотинами на расстоянии 6 и 10 км от пгт Каланчак, были созданы пруды для рыборазведения (преимущественно карася серебристого). Часть лимана сильно заиленная, заросла тростником обыкновенным. При сгонно-нагонных явлениях происходит превышение природного уровня воды, что вызывает подтапливание территории, в частности населённых пунктов. 
Урез воды -0,4 м над уровнем моря. Берега местами обрывистые, высотой 2-3 м. У береговой линии лиман зарастает прибрежно-водной (тростниковой) растительностью. 
На берегу лимана расположены посёлок Раздольное, сёла Новоукраинка и Даровка.

## Природа
Зимой на лимане скапливается много перелётных птиц, преимущественно бакланы, утки, кулики, мартыны, цапли. Среди покрытосемянных растений распространён взморник (Zostéra), среди зелёных — ульва (Ulva), в опреснённой части — энтероморфа кишечница (Ulva intestinalis). Есть медузы, моллюски, ракообразные. 